# Kalanchoe adelae
Kalanchoe adelae är en fetbladsväxtart som beskrevs av R.-hamet. Kalanchoe adelae ingår i släktet Kalanchoe och familjen fetbladsväxter. Inga underarter finns listade i Catalogue of Life.